# Смит, Фрэнк
Фрэнсис «Фрэнк» Бид Смит (англ. Francis "Frank" Bede Smith; 28 февраля 1886, Веллингтон, Новый Южный Уэльс — 29 октября 1954, Веллингтон, Новый Южный Уэльс) — австралийский регбист, чемпион летних Олимпийских игр.
Смит участвовал в летних Олимпийских играх 1908 в Лондоне во время турне его сборной. Его команда сыграла единственный матч со сборной Великобритании, который выиграла, и он стал олимпийским чемпионом. Также он участвовал в трёх тестовых матчах против Новой Зеландии.